# Vladimir Bolea
Vladimir Bolea (Carabetovca, 23 settembre 1971) è un politico moldavo.

## Biografia
È nato il 23 settembre 1971 a Carabetovca, nella Repubblica Socialista Sovietica Moldava. Ha studiato presso l'Università Statale della Moldavia, presso cui si è laureato in storia e giurisprudenza nel 1997 e presso cui ha conseguito un master in diritto economico nel 2002.
Tra il 2012 e il 2019 ha insegnato economia presso la Scuola di studi avanzati in giornalismo di Chișinău. Successivamente è entrato in politica divenendo vicepresidente del Partito di Azione e Solidarietà di Maia Sandu e venendo eletto al Parlamento della Repubblica nel 2019. Nel 2022 è stato nominato Ministro dell'agricoltura e dell'industria alimentare nel governo di Natalia Gavrilița, ricoprendo per poco più di un mese anche l'incarico di Ministro dell'ambiente, mentre nel 2023 è divenuto Vice Primo ministro nel governo di Dorin Recean, venendo poi nominato nel 2024 Ministro delle infrastrutture e dello sviluppo regionale.